# Bridelia cathartica
Bridelia cathartica là một loài thực vật có hoa trong họ Diệp hạ châu. Loài này được Bertol. mô tả khoa học đầu tiên năm 1854.